# Généraux du Mali
 (octobre 2024).
La mise en forme du texte ne suit pas les recommandations de Wikipédia : il faut le « wikifier ».
Les points d'amélioration suivants sont les cas les plus fréquents. Le détail des points à revoir est peut-être précisé sur la page de discussion.
- Les titres sont pré-formatés par le logiciel. Ils ne sont ni en capitales, ni en gras.
- Le texte ne doit pas être écrit en capitales (les noms de famille non plus), ni en gras, ni en italique, ni en « petit »…
- Le gras n'est utilisé que pour surligner le titre de l'article dans l'introduction, une seule fois.
- L'italique est rarement utilisé : mots en langue étrangère, titres d'œuvres, noms de bateaux, etc.
- Les citations ne sont pas en italique mais en corps de texte normal. Elles sont entourées par des guillemets français : « et ».
- Les listes à puces sont à éviter, des paragraphes rédigés étant largement préférés. Les tableaux sont à réserver à la présentation de données structurées (résultats, etc.).
- Les appels de note de bas de page (petits chiffres en exposant, introduits par l'outil «  Source ») sont à placer entre la fin de phrase et le point final[comme ça].
- Les liens internes (vers d'autres articles de Wikipédia) sont à choisir avec parcimonie. Créez des liens vers des articles approfondissant le sujet. Les termes génériques sans rapport avec le sujet sont à éviter, ainsi que les répétitions de liens vers un même terme.
- Les liens externes sont à placer uniquement dans une section « Liens externes », à la fin de l'article. Ces liens sont à choisir avec parcimonie suivant les règles définies. Si un lien sert de source à l'article, son insertion dans le texte est à faire par les notes de bas de page.
- La présentation des références doit suivre les conventions bibliographiques. Il est recommandé d'utiliser les modèles {{Ouvrage}}, {{Chapitre}}, {{Article}}, {{Lien web}} et/ou {{Bibliographie}}. Le mode d'édition visuel peut mettre en forme automatiquement les références.
- Insérer une infobox (cadre d'informations à droite) n'est pas obligatoire pour parachever la mise en page.

Pour une aide détaillée, merci de consulter Aide:Wikification.
Si vous pensez que ces points ont été résolus, vous pouvez retirer ce bandeau et améliorer la mise en forme d'un autre article.
Cette page présente les généraux de la République du Mali.

## Généraux de l'Armée
| Nº                                               | Grade                                                                                 | Nom et Prénom                      | Corps d'origine                                | Date de nomination                   | Situation | Image |  |
| ------------------------------------------------ | ------------------------------------------------------------------------------------- | ---------------------------------- | ---------------------------------------------- | ------------------------------------ | --------- | ----- |  |
| 1re république 1960 - 1968                       |                                                                                       |                                    |                                                |                                      |           |       |  |
| 01                                               | Général de brigade                                                                    | Abdoulaye Soumaré                  | Infanterie                                     | 29 décembre 1960                     | Décédé    |       |  |
| 2e république, 1968 - 1991                       |                                                                                       |                                    |                                                |                                      |           |       |  |
| 02                                               | Général d'armée                                                                       | Moussa Traoré                      | Infanterie                                     | 1974/79                              | Décédé    |       |  |
| 03                                               | Général de division                                                                   | Amadou Baba Diarra                 | Blindé                                         | 1981/84                              | Décédé    |       |  |
| 04                                               | Général de division                                                                   | Filifing Sissoko                   | Armée de l'air                                 | 1982/84                              | Décédé    |       |  |
| 05                                               | Général de division                                                                   | Sékou Ly                           | Blindé                                         | 1984/86                              | Décédé    |       |  |
| 06                                               | Général de brigade                                                                    | Bougary Sangaré                    | Infanterie                                     | 1985/89                              | Décédé    |       |  |
| 07                                               | Général de brigade                                                                    | Abdoulaye Ouologuem                | Infanterie                                     | 1985/89                              | Décédé    |       |  |
| 08                                               | Général de brigade                                                                    | Amara Danfakha                     | Infanterie                                     | 1985/90                              | Décédé    |       |  |
| 09                                               | Général de brigade                                                                    | Sory Ibrahim Silla                 | Infanterie                                     | 1987/90                              | Décédé    |       |  |
| 10                                               | Général de brigade                                                                    | Mamadou Coulibaly                  | Armée de l'air                                 | 1987/91                              | Décédé    |       |  |
| 3e république, Alpha Oumar Konaré, 1991 - 2002   |                                                                                       |                                    |                                                |                                      |           |       |  |
| 11                                               | Général d'armée                                                                       | Amadou Toumani Touré               | Infanterie                                     | 20 janvier 1995                      | Décédé    |       |  |
| 12                                               | Général de division                                                                   | Bourama Siré Traoré                | Armée de l'air                                 | 1997/99                              | Décédé    |       |  |
| 13                                               | Général de division                                                                   | Cheick Oumar Diarra                | Armée de l'air                                 | 1997/99                              | Décédé    |       |  |
| 14                                               | Général de division                                                                   | Kafougouna Koné                    | Infanterie                                     | 1997/99                              | Décédé    |       |  |
| 15                                               | Général de division                                                                   | Tiécoura Doumbia                   | Artillerie                                     | 1997/99                              | Retraité  |       |  |
| 16                                               | Général de brigade                                                                    | Mamadou Doucouré                   | Armée de l'air                                 | 1997/99                              | Retraité  |       |  |
| 17                                               | Général de brigade                                                                    | Abdoul Karim Diop                  | Génie                                          | 1997/99                              | Retraité  |       |  |
| 18                                               | Général de brigade                                                                    | Siriman Keita                      | Infanterie                                     | 1999/2000                            | Décédé    |       |  |
| 3e république, Amadou Toumani Touré, 2002 - 2010 |                                                                                       |                                    |                                                |                                      |           |       |  |
| 19                                               | Général de brigade                                                                    | Seydou Traoré                      | Infanterie                                     | 2005                                 |           |       |  |
| 20                                               | Général de brigade                                                                    | Salif Traoré                       | Armée de l'air                                 | 2006                                 | Décédé    |       |  |
| 21                                               | Général de brigade                                                                    | Sadio Gassama                      | Infanterie                                     | 1er janvier 2007                     |           |       |  |
| 22                                               | Général de brigade                                                                    | Toumani Sissoko                    | Infanterie                                     | 1er janvier 2007                     | Décédé    |       |  |
| 23                                               | Général de brigade                                                                    | Pangassy Sangaré                   | Blindé                                         | 1er janvier 2007                     | Décédé    |       |  |
| 24                                               | Général de brigade                                                                    | Tiefolo Togola                     | Infanterie                                     | 1er janvier 2007                     | Retraité  |       |  |
| 25                                               | Général de brigade                                                                    | Brahima Coulibaly                  | Artillerie                                     | 1er janvier 2007                     |           |       |  |
| 26                                               | Général de brigade                                                                    | Lassana Koné                       | Blindé                                         | 1er janvier 2007                     |           |       |  |
| 27                                               | Général de division                                                                   | Youssouf Bamba                     | Armée de l'air                                 | 1er janvier 2007                     | Retraité  |       |  |
| 28                                               | Général de division                                                                   | Souleymane Sidibé                  | Gendarmerie                                    | 1er janvier 2007                     | Décédé    |       |  |
| 29                                               | Général de brigade                                                                    | Naïny Touré                        | Gendarmerie                                    | 1er janvier 2007                     |           |       |  |
| 30                                               | Général de division                                                                   | Gabriel Poudiougou                 | Infanterie                                     | 12 juin 2008                         |           |       |  |
| 31                                               | Général de brigade                                                                    | Mahamane Touré                     | Infanterie                                     | 1er octobre 2010                     |           |       |  |
| 32                                               | Général de brigade                                                                    | Mamadou Diallo                     | Infanterie                                     | 1er octobre 2010                     |           |       |  |
| 33                                               | Général de brigade                                                                    | Kalifa Keita                       | Blindé                                         | 1er octobre 2010                     |           |       |  |
| 34                                               | Général de brigade                                                                    | Béguélé Sioro                      | Armée de l'air                                 | 1er octobre 2010                     |           |       |  |
| 35                                               | Général de brigade                                                                    | Mamadou Togola                     | Armée de l'air                                 | 1er octobre 2010                     |           |       |  |
| 36                                               | Général de brigade                                                                    | Siaka Sangaré                      | Armée de l'air                                 | 1er octobre 2010                     |           |       |  |
| 37                                               | Général de brigade                                                                    | Samballa Illo Diallo               | Gendarmerie                                    | 1er octobre 2010                     |           |       |  |
| 38                                               | Général de brigade                                                                    | Sirakoro Sangaré                   | Génie                                          | 1er octobre 2010                     |           |       |  |
| 39                                               | Général de brigade                                                                    | Djibril Sangaré                    | DCSSA                                          | 1er octobre 2010                     |           |       |  |
| 40                                               | Général de brigade                                                                    | Mohamed Coulibaly                  | DCSSA                                          | 1er octobre 2010                     |           |       |  |
| 41                                               | Général de brigade                                                                    | Kani Diabaté                       | DCSSA                                          | 1er octobre 2010                     |           |       |  |
| 42                                               | Général de brigade                                                                    | Minkoro Kané                       | Infanterie                                     | 1er octobre 2010                     |           |       |  |
| 43                                               | Général de brigade                                                                    | Youssouf Goita                     | Infanterie                                     | 1er octobre 2010                     | Retraité  |       |  |
| 44                                               | Général de brigade                                                                    | Yakouba Sidibé                     | Artillerie                                     | 1er octobre 2010                     |           |       |  |
| 45                                               | Général de brigade                                                                    | Ismaïla Cissé                      | Artillerie                                     | 1er octobre 2010                     |           |       |  |
| 46                                               | Général de brigade                                                                    | Lamine Diabira                     | Blindé                                         | 1er octobre 2010                     | Décédé    |       |  |
| 47                                               | Général de brigade                                                                    | Cheick Fanta M. Maiga              | Administration                                 | 1er octobre 2010                     |           |       |  |
| 48                                               | Général de brigade                                                                    | Hamet Sidibé                       | Armée de l'air                                 | 1er octobre 2010                     | Retraité  |       |  |
| 49                                               | Général de brigade                                                                    | Hamidou Sissoko                    | Gendarmerie                                    | 1er octobre 2010                     |           |       |  |
| 50                                               | Général de brigade                                                                    | Idrissa Djilla                     | Génie                                          | 1er octobre 2010                     | Décédé    |       |  |
| 51                                               | Général de brigade                                                                    | Sékou Hamed Niambélé               | DTTA (transmission)                            | 1er octobre 2010                     | Décédé    |       |  |
| 52                                               | Général de brigade                                                                    | Mady Macalou                       | DCSSA                                          | 1er octobre 2010                     | Retraité  |       |  |
| 53                                               | Général de brigade                                                                    | Fanta Konipo                       | DCSSA                                          | 1er octobre 2010                     | Décédée   |       |  |
| 54                                               | Général de brigade                                                                    | Amadou Baba Touré                  | Infanterie                                     | 1er octobre 2010                     | Décédé    |       |  |
| 55                                               | Général de brigade                                                                    | Waly Sissoko                       | Armée de l'air                                 | 1er janvier 2012                     |           |       |  |
| 56                                               | Général de brigade                                                                    | Soumana Kouyate                    | Armée de l'air                                 | 1er janvier 2012                     | Retraité  |       |  |
| 57                                               | Général de brigade                                                                    | Mady Boubou Kamissoko              | Gendarmerie                                    | 1er janvier 2012                     |           |       |  |
| 58                                               | Général de brigade                                                                    | Mamadou Lamine Ballo               | Génie                                          | 1er janvier 2012                     |           |       |  |
| 59                                               | Général de brigade                                                                    | Antoine Ibrahima Nientao           | DCSSA                                          | 1er janvier 2012                     |           |       |  |
| 60                                               | Général de brigade                                                                    | Moussa Keita                       | Gendarmerie                                    | 1er octobre 2012                     |           |       |  |
| 3e république, Dioncounda Traoré, 2012 - 2013    |                                                                                       |                                    |                                                |                                      |           |       |  |
| 61                                               | Général de Division                                                                   | Ibrahima Dahirou Dembélé           | Infanterie                                     | ??                                   |           |       |  |
| 62                                               | Général de corps d'armée                                                              | Amadou Haya Sanogo                 | Infanterie                                     | 14 août 2013                         |           |       |  |
| 63                                               | Général de division                                                                   | Yamoussa Camara                    |                                                | 14 août 2013                         |           |       |  |
| 64                                               | Général de brigade                                                                    | Didier Dacko                       |                                                | 14 août 2013                         |           |       |  |
| 65                                               | Général de brigade                                                                    | Moussa Sinko Coulibaly             | Génie                                          | 14 août 2013                         |           |       |  |
| 3e république, Ibrahim Boubacar Keïta, 2013 -    |                                                                                       |                                    |                                                |                                      |           |       |  |
| 66                                               | Général de division                                                                   | Salifou Koné                       |                                                | 1er octobre 2013                     |           |       |  |
| 67                                               | Général de division                                                                   | Abdoulaye Koumaré                  |                                                | 1er octobre 2013                     |           |       |  |
| 68                                               | Général de division                                                                   | Sada Samaké                        | Génie                                          | 1er octobre 2013                     | Décédé    |       |  |
| 69                                               | Général de brigade                                                                    | Sidi Alassane Touré                |                                                | 1er octobre 2013                     |           |       |  |
| 70                                               | Général de division                                                                   | El Hadj Ag Gamou                   |                                                | 1er octobre 2013                     |           |       |  |
| 71                                               | Général de division                                                                   | Mohamed Ould Meydou                |                                                | 1er octobre 2013                     |           |       |  |
| 72                                               | Général de brigade                                                                    | Oumar Daou                         |                                                | 22 octobre 2014                      |           |       |  |
| 73                                               | Général de brigade                                                                    | Adama Dembélé                      | Armée de l'air                                 | 22 octobre 2014                      |           |       |  |
| 74                                               | Général de division                                                                   | Salif Traoré                       | Blindé                                         | 30 juin 2016                         |           |       |  |
| 75                                               | Général de division                                                                   | Moussa Diawara                     |                                                | 22 octobre 2014 (général de brigade) |           |       |  |
| 76                                               | Général de division                                                                   | Oumar Diarra                       |                                                | ??                                   |           |       |  |
| 77                                               | Général de division                                                                   | M'Bemba Moussa Kéita               |                                                | ??                                   |           |       |  |
| 78                                               | Général de Division                                                                   | Abdrahamane Baby                   |                                                | mai 2016                             |           |       |  |
| 79                                               | Général de brigade                                                                    | Souleymane Bamba                   | Armée de l'air                                 | mai 2016                             |           |       |  |
| 80                                               | Général de brigade                                                                    | Moustapha dit Tran Van N’Goc Drabo |                                                | mai 2016                             |           |       |  |
| 81                                               | Général de Division                                                                   | Ibrahim Fané                       |                                                | mai 2016                             |           |       |  |
| 82                                               | Général de brigade                                                                    | Al kalifa Coulibaly                | Transmission                                   |                                      |           |       |  |
| 83                                               | Général de brigade                                                                    | Fantamady Dembélé                  |                                                | mai 2016                             |           |       |  |
| 84                                               | Général de brigade                                                                    | Bakaye Thiero                      |                                                | mai 2016                             |           |       |  |
| 85                                               | Général de division                                                                   | Abdoulaye Coulibaly                |                                                | ??[réf. nécessaire]                  |           |       |  |
| 86                                               | Général de brigade                                                                    | Satigui dit Moro Sidibé            |                                                | 20 septembre 2018                    |           |       |  |
| 87                                               | Général de brigade                                                                    | Sidi Samaké                        |                                                | 20 septembre 2018                    |           |       |  |
| 88                                               | Général de brigade                                                                    | Abdoulaye Cissé                    |                                                | 20 septembre 2018                    |           |       |  |
| 89                                               | Général de brigade                                                                    | Tackny Ag Intikane                 |                                                | 20 septembre 2018                    |           |       |  |
| 90                                               | Général de brigade                                                                    | Boubacar Dembélé                   |                                                | 20 septembre 2018                    |           |       |  |
| 91                                               | Général de brigade                                                                    | Ouahoun Koné                       |                                                | 20 septembre 2018                    |           |       |  |
| 92                                               | Général de brigade                                                                    | Diamou Keita                       |                                                | 20 septembre 2018                    |           |       |  |
| 93                                               | Général de Division                                                                   | Kéba Sangaré                       |                                                | 2019                                 |           |       |  |
| 94                                               | Général de brigade                                                                    | Daouda Dembele                     |                                                | 2019                                 |           |       |  |
|                                                  | LES GÉNÉRAUX PROMU PAR LE PRÉSIDENT DE LA TRANSITION GÉNÉRAL D'ARMÉE\|\| ASSIMI GOÏTA |                                    |                                                |                                      |           |       |  |
| 95                                               | General de Brigade                                                                    | Harouna Samaké                     | Armée de Terre                                 | 2021                                 |           |       |  |
| 96                                               | General de Brigade                                                                    | ALOU Boï Diarra                    | Armée de L'air                                 | 2021                                 |           |       |  |
| 97                                               | Général de Brigade                                                                    | Élise Jean Daou                    | Garde Nationale                                | 2021                                 |           |       |  |
| 98                                               | Général de Brigade                                                                    | Boubacar Diallo                    | Direction du Génie Militaire                   | 2021                                 |           |       |  |
| 99                                               | Général de Brigade                                                                    | Toumani Kone                       | Direction de la Gendarmerie Nationale          | 2021                                 |           |       |  |
| 100                                              | Général de Brigade                                                                    | Mohamed Alpha Diaw                 | DCSSA                                          | 2022                                 |           |       |  |
| 101                                              | Général de Brigade                                                                    | Nana Sangaré                       | Transmission                                   | 6 Juin 2024                          |           |       |  |
| 102                                              | Générale de Brigade                                                                   | Famouke Camara                     | Garde Nationale                                | 6 Juin 2024                          |           |       |  |
| 103                                              | Général de Brigade                                                                    | Abass Dembélé                      | Armée de Terre                                 | 6 Juin 2024                          |           |       |  |
| 104                                              | Général de Brigade                                                                    | Néma Sagara                        | Armée de L'Air                                 | 6 Juin 2024                          |           |       |  |
| 105                                              | Général de Brigade                                                                    | Nouhoum Ouattara                   | Garde Nationale                                | 6 Juin 2024                          |           |       |  |
| 106                                              | Général de Brigade                                                                    | Daouda Traoré                      | Garde Nationale                                | 6 Juin 2024                          |           |       |  |
| 107                                              | Général de Brigade                                                                    | Moussa Yoro Kanté                  | Armée de Terre                                 | 6 juin 2024                          |           |       |  |
| 108                                              | Général de Brigade                                                                    | Amara Doumbia                      | Armée de Terre                                 | 6 Juin 2024                          |           |       |  |
| 109                                              | Général de Brigade                                                                    | Faguimba Ibrahima Kansaye          | Direction du Génie militaire                   | 6 Juin 2024                          |           |       |  |
| 110                                              | Général de Brigade                                                                    | Guédiouma DEMBELE                  | DCSSA                                          | 6 Juin 2024                          |           |       |  |
| 111                                              | Général de Brigade                                                                    | Mohamed Amaga DOLO                 | Armée de L'Air                                 | 6 Juin 2024                          |           |       |  |
| 112                                              | Général de Brigade                                                                    | Toumani KONE                       | Armée de Terre                                 | 6 Juin 2024                          |           |       |  |
| 113                                              | Général de Brigade                                                                    | Issa Ousmane COULIBALY             | Armée de Terre                                 | 6 Juin 2024                          |           |       |  |
| 114                                              | Général de Brigade                                                                    | Aly ANNADJI                        | Garde Nationale la                             | 6 Juin 2024                          |           |       |  |
| 115                                              | Général de Brigade                                                                    | Faraban SANGARE                    | Direction du Génie militaire                   | 6 Juin 2024                          |           |       |  |
| 116                                              | Général de Brigade                                                                    | Mamadou Massaoulé SAMAKE           | Armée de Terre                                 | 6 Juin 2024                          |           |       |  |
| 176                                              | Général de Brigade                                                                    | Moussa SOUMARE,                    | Armée de Terre                                 | 6 Juin 2024                          |           |       |  |
| 118                                              | Général de Brigade                                                                    | Seydou KAMISSOKO,                  | Direction générale de la Gendarmerie nationale | 6 Juin 2024                          |           |       |  |
| 119                                              | Général de Brigade                                                                    | Makan Alassane DIARRA              | Armée de Terre                                 | 6 Juin 2024                          |           |       |  |
| 120                                              | Général de Brigade                                                                    | Malick dit Yéro DICKO,             | Armée de L'Air                                 | 6 juin 2024                          |           |       |  |
| 121                                              | Général d’Armée à titre exceptionnel                                                  | Assimi Goïta                       | Armée de Terre                                 | 16 octobre 2024                      |           |       |  |
| 122                                              | Général de corps d'armée                                                              | Sadio Camara                       | Garde Nationale                                | 16 octobre 2024                      |           |       |  |
| 123                                              | Général de corps d'armée                                                              | Modibo Kone                        | Garde Nationale                                | 16 octobre 2024                      |           |       |  |
| 124                                              | Général de corps d'armée                                                              | Malick Diaw                        | Armée de Terre                                 | 16 octobre 2024                      |           |       |  |
| 125                                              | Général de corps d'armée                                                              | Ismaïl Wague                       | Armée de l'Air                                 | 16 octobre 2024                      |           |       |  |
| 126                                              | General de Division                                                                   | Abdoulaye Maïga                    | Gendarmerie Nationale                          | 16 octobre 2024                      |           |       |  |
| 127                                              |                                                                                       |                                    |                                                |                                      |           |       |  |

## Inspecteurs généraux de la police
| Nº | Grade              | Nom et Prénom          | Corps d'origine | Date de nomination |
| -- | ------------------ | ---------------------- | --------------- | ------------------ |
| 01 | Inspecteur général | Anatole Sangaré        | Police          | 1er janvier 2007   |
| 02 | Inspecteur général | Amaye Traoré           | Police          | 1er janvier 2007   |
| 03 | Inspecteur général | Arouna Traoré          | Police          | 1er janvier 2007   |
| 04 | Inspecteur général | Magloire Keita         | Police          | 1er janvier 2007   |
| 05 | Inspecteur général | Mamadou Niakaté        | Police          | 1er janvier 2007   |
| 06 | Inspecteur général | Mamadou Diagouraga     | Police          | 1er janvier 2007   |
| 07 | Inspecteur général | Modibo Sidibé          | Police          | 1er octobre 2010   |
| 08 | Inspecteur général | Namakoro Diarra        | Police          | 1er octobre 2010   |
| 09 | Inspecteur général | Ibrahima Diallo        | Police          | 1er octobre 2010   |
| 10 | Inspecteur général | Yacouba Diallo         | Police          | 1er octobre 2010   |
| 11 | Inspecteur général | Tidiane Khalil Ascofar | Police          | 1er octobre 2010   |
| 12 | Inspecteur général | Marie Claire Diallo    | Police          | 1er octobre 2010   |
| 13 | Inspecteur général | Bouacar B. Diarra      | Police          | 1er octobre 2010   |
| 14 | Inspecteur général | Yahaya Sangaré         | Police          | 1er octobre 2010   |
| 15 | Inspecteur général | Niamé Keita            | Police          | 1er octobre 2010   |

## Sources
- Mali Actu du 17 février 2012: Liste des généraux du Mali sous ATT : À quoi servaient-ils ? Quel sera leur sort ?
- Le Monde-Duniya du 12 avril 2012: LES GENERAUX DU MALI
- Communiqué du conseil des ministres du mercredi 16 octobre 2024